# Deutsch-indische Beziehungen
Die bilateralen Beziehungen zwischen der Republik Indien und der Bundesrepublik Deutschland sind auf Grundlage der wirtschaftlichen, kulturellen und strategischen Zusammenarbeit traditionell stark und freundschaftlich.

## Geschichte

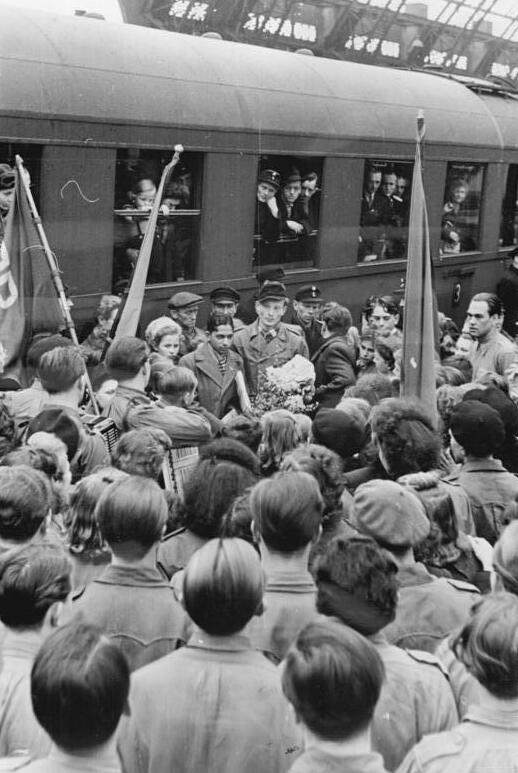
Empfang des ersten indischen Studenten in Dresden, Deutsche Demokratische Republik (1951)

Schon mindestens seit dem 17. Jahrhundert haben sich deutsche Forscher mit dem indischen Kulturkreis beschäftigt. Berühmte Vertreter der frühen deutschen Indologie waren Heinrich Roth, Wilhelm von Humboldt, Friedrich Schlegel, dessen Bruder  August Wilhelm Schlegel, Friedrich Rückert und Franz Bopp. Weltweit bekannt wurde der deutsche Indologe Max Müller (1823–1900), nach dem heute die Goethe-Institute in Indien als Max Mueller Bhavan benannt sind.
Im Ersten Weltkrieg existierte eine geheime Zusammenarbeit u. a. indischer Nationalisten mit dem Auswärtigen Amt. Während die indische Seite die Unabhängigkeit vom Britischen Empire zu erreichen suchte, bestand das strategische Interesse der deutschen Seite darin, den Kriegsgegner durch die Unruhen in seinem „Kronjuwel“ Indien zu schwächen. Dieses Hindu–German Conspiracy scheiterte.
Vor und nach dem Beginn des Zweiten Weltkriegs schrieb Mahatma Gandhi zwei Briefe an Adolf Hitler, die in ihrer pazifistischen Ausrichtung keine größere Wirkung entfalteten (der zweite Brief wurde von den Briten erst gar nicht nach Deutschland weitergeleitet).
Die von Subhash Chandra Bose angeregte Legion Freies Indien war im Zweiten Weltkrieg eine militärische Truppeneinheit der Wehrmacht, die aus gefangenen Indern der Streitkräfte des Commonwealth aufgestellt wurde. Sie sollte zusammen mit deutschen Kräften über den Kaukasus durch Persien in vorderster Reihe bis nach Indien marschieren und dort die britische Kolonialherrschaft beenden, was durch den Kriegsverlauf vereitelt wurde.
Nach Ende des Zweiten Weltkrieges war Indien die erste kriegführende Nation, die den Kriegszustand mit Deutschland beendete. Die offizielle Aufnahme diplomatischer Beziehungen zwischen der 1949 gegründeten westdeutschen Bundesrepublik und dem 1947 unabhängig gewordenen Indien erfolgte am 7. März 1951. Im Jahr 1952 eröffneten beide Staaten Botschaften in Neu-Delhi bzw. Bonn. Die Aufnahme offizieller diplomatischer Beziehungen zur DDR lehnte der indische Ministerpräsident Jawaharlal Nehru zunächst ab. Inoffiziell wurde diese Haltung mit der indischen Erwartung auf westdeutsche Wirtschaftshilfe begründet. Nach dem Grundlagenvertrag nahm Indien 1972 auch diplomatische Beziehungen zur DDR auf.
Der deutsche Flugzeugingenieur Kurt Tank, der während des Krieges für Focke-Wulf und nach dem Krieg in Argentinien gearbeitet hatte, setzte nach dem Sturz des argentinischen Präsidenten Juan Perón ab 1956 seine Arbeit in Indien fort, wo er 1959 bei Hindustan Aircraft (ab 1964 Hindustan Aeronautics) in Bangalore Chefkonstrukteur wurde. Er entwickelte dort einen Jagdbomber, die Hindustan Aeronautics HF 24. 1969 kehrte er nach West-Berlin zurück.

## Entwicklung der bilateralen Beziehungen

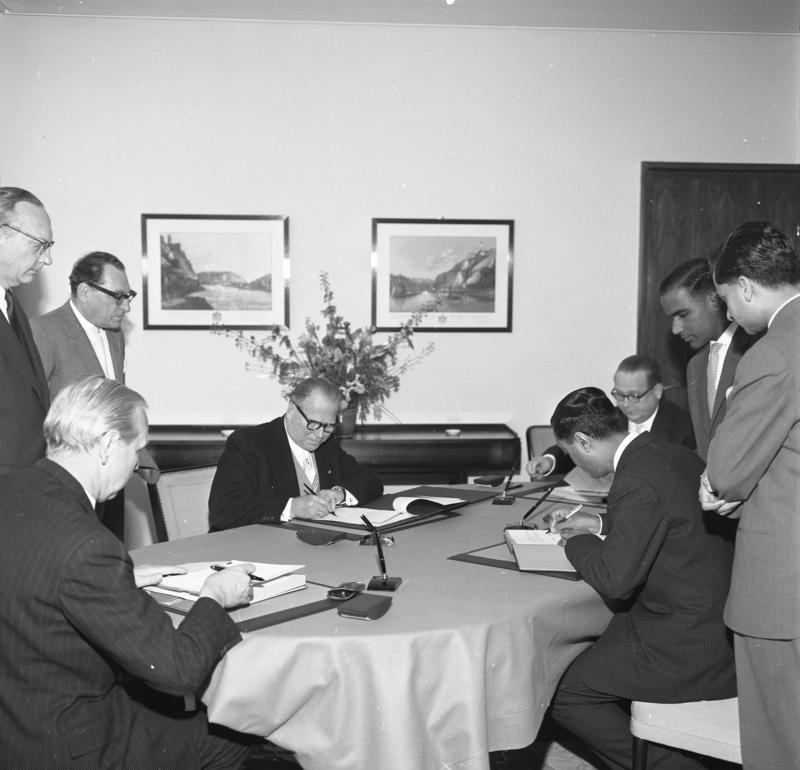
Unterzeichnung des Deutsch-Indischen Kreditabkommens 1960

Deutschland hat sich intensiv bei der Entwicklung von Bildung und kulturellem Leben in Indien engagiert. So half das Land auf Grundlage einer Regierungsvereinbarung von 1956 bei der Gründung des Indian Institute of Technology Madras und hat seine Unterstützung dieser Einrichtung über die Jahrzehnte hinweg aufrechterhalten und sogar ausgebaut. Mit deutscher Unterstützung wurde in den 1950er Jahren das Stahlwerk in Rourkela errichtet.
Im Jahr 2008 gründeten beide Staaten das Indo-German Science and Technology Centre in Neu-Delhi mit dem Ziel gemeinsame Forschung und Entwicklung in den bereichen Energie, Umwelt, Kohle und Hydrotechnologie zu fördern.
Deutschland ist weltweit gesehen Indiens fünftwichtigster Handelspartner und liegt in Europa sogar an erster Stelle. Das Handelsvolumen belief sich im Jahr 2006 auf 10,5 Milliarden Euro, 12,7 Milliarden Euro in den Jahren 2007/08 und die Prognosen für 2010 lagen bei  30 Milliarden Euro.
Indien und Deutschland unterhalten starke Wirtschaftsbeziehungen in den Branchen Telekommunikation, Ingenieurtechnik, Umwelttechnik, Lebensmittelverarbeitung, Chemie und Pharmaprodukte.

## Strategische Beziehungen
In den 1990er Jahren verurteilte Deutschland Indiens Atomtests, baute aber in der Folge seine Zusammenarbeit mit Indien in der Terrorismusbekämpfung und durch gemeinsame Militärübungen aus.
Im Jahr 2008 führten die Seestreitkräfte beider Länder auf Grundlage einer Vereinbarung von 2006 ihre erste gemeinsame Militärübung durch.
Seit 1999 hat Indien sieben deutsche Satelliten in die Umlaufbahn geschossen.

## Politische Beziehungen
Sowohl Indien als auch Deutschland bemühen sich um einen permanenten Sitz im UN-Sicherheitsrat.

## Staatsbesuche
Im Jahr 2008 besuchte die Bundeskanzlerin der Bundesrepublik Deutschland
Angela Merkel Indien bei einem offiziellen Staatsbesuch und unterzeichnete mehrere Verträge zur wirtschaftlichen, wissenschaftlichen, technologischen und militärischen Zusammenarbeit.
Ihr Nachfolger Olaf Scholz besuchte Indien zweimal, nämlich im Februar 2023 und im Oktober 2024.

## Philatelistisches
Mit dem Erstausgabetag 10. Juni 2021 gab die Deutsche Post AG anlässlich der 70 Jahre bestehenden diplomatischen Beziehungen zwischen Indien und der Bundesrepublik Deutschland ein Sonderpostwertzeichen im Nennwert von 170 Eurocent heraus. Der Entwurf stammt vom Grafiker Matthias Wittig aus Berlin.